# 영변 우라늄 농축 공장
영변 우라늄 농축 공장은 조선민주주의인민공화국 영변에 위치한 우라늄 농축 시설을 말한다.

## 역사
1994년 1차 북핵위기에 이어, 2002년 10월 미국이 북핵 검증문제를 제기하자 북한은 고농축 우라늄 개발을 시인하여 2차 북핵위기가 발생했다.

## 규모
2010년 11월 해커 박사에게 공개한 원심분리기는 2,000개였다. 북한 관계자는 8,000 SWU 농축 능력을 가졌다고 설명했다. 그 이후 미국 정찰위성에 우라늄 농축 공장이 2배로 확장된 것이 포착되었다. 따라서 원심분리기 4,000개에 16,000 SWU 농축 능력으로 추정된다.
2012년 3월 미국 프린스턴 대학교 스콧 켐프 교수는 "북한의 원심분리기는 지그프리드 헤커 교수가 2010년에 봤던 2000개보다 많은 6700개에 이를 수 있다"고 주장했다.  켐프 교수는 2011년 말까지 로버트 아인혼 미국 대북제재 조정관의 기술보좌관으로 정보 분석을 담당했다. "정보사항이라 정확히 말하기는 어렵지만 북한이 주문한 특수강관의 양으로 추정해 나온 수치가 6700개"라고 말했다. 원심분리기 6,700개면 26,800 SWU 농축 능력으로 추정된다.
SWU(en:Separative work units)는 분리작업단위라고 부르며, 우라늄 농축 능력을 나타내는 도량형이다. 우라늄 농축도·폐기농도(tails assay) 0.3%일 경우에, 102 kg (225 lb)의 천연 우라늄을 농축도 4.5%의 저농축 우라늄 10 kg (22 lb)으로 농축하는데 62 SWU가 필요하다. 26,800 SWU면 1년에 농축도 100% 고농축 우라늄 194 kg, 농축도 90% 고농축 우라늄 216 kg을 생산할 수 있다.
코크란 박사는 고급기술일 경우 고농축 우라늄 2.5 kg이면 1 kt 핵분열탄을 제조할 수 있다고 본다. 북한은 수소폭탄을 개발했다고 주장하는데, 1 kt 1차 핵분열탄에 4 kt의 2차 수소 핵융합탄으로 구성된 수소폭탄이면, 5 kt의 수소폭탄 한발을 제조하는데 고농축 우라늄 2.5 kg이 필요하다. 북한이 고농축 우라늄 200 kg 정도를 매년 생산한다면, 5 kt의 수소폭탄 80발 분량을 의미한다. NUKEMAP이라는 핵폭탄 시뮬레이션 사이트에서는, 서울시청 상공에서 5 kt의 수소폭탄이 터질 경우, 사망자 5만명, 부상자 15만명으로 모두 20만명의 사상자가 발생한다고 예측한다.
2017년 4월, 트럼프 대통령은 북한이 우라늄탄과 플루토늄탄을 합쳐서 6주에 핵폭탄 1개씩을 생산할 수 있다고 정보기관의 보고를 받아서, 매우 시급하며, 북핵 해결 시간 얼마 남지 않았다고 판단한다. 6주에 한개면 1년에 8발 정도 분량이다. 그러나 여기서 사용하는 핵폭탄 한발은 20 kt 폭발력을 말한다. 폭발력이 작아지면 계산이 달라진다. 또한 미국 정보기관은 20년 전부터 북한의 핵폭탄을 계산할 때, 원시적인 1차 핵분열만 하는 순수 핵분열탄으로만 계산하고, 2차 핵융합까지 하는 수소폭탄으로는 계산한 적이 없다. 동일한 폭발력일 경우, 수소폭탄은 순수 핵분열탄 보다 최대 10배 핵물질이 적게 든다고 알려져 있다.

## 이란
북한과 이란은 핵무기 개발과 미사일 개발을 협력하는 관계로 유명한데, 이란이 최근에 개발한 2세대 IR-8 가스 원심분리기의 농축 속도는 24 SWU이다. 북한이 해커 박사에 공개할 때 가스 원심분리기의 농축 속도는 4 SWU라고 설명했으므로, 6배 속도가 향상되었다. 북한이 2세대 IR-8 가스 원심분리기로 모두 교체를 했는지는 알려진 바가 없다.
2019년 이란은 50 SWU 속도의 IR-9 원심분리기를 개발했다고 말했다. 2010년 해커 박사에 공개한 북한 원심분리기 속도가 4 SWU인데, 10배 이상 속도가 빨라졌다.
2007년 미국 오하이오주 피케톤의 가스 원심분리기 속도는 350 SWU였다. 앞으로 북한, 이란의 원심분리기 속도도 점차, 미국 수준으로 빨라질 것으로 예측된다.

## 강선 우라늄 농축 공장
북한의 우라늄 농축 시설은 영변 우라늄 농축 공장에 원심분리기 4000개, 강선 우라늄 농축 공장에 원심분리기 12000개가 있다고 알려져 있다. 미국은 강선을 강성 발전소(Kangsong Plant)라고 부른다.
2010년 11월 해커 박사에게 공개한 영변의 원심분리기는 2,000개였으며, 북한 관계자는 8,000 SWU 농축 능력을 가졌다고 설명했다.
폐기농도(tails assay) 0.3%일 경우에, 2000개 원심분리기 기준, 고농축우라늄을 최대 4ㅔkg를 얻을 수 있다.
1994년에 미국 NRDC는 북한이 고농축 우라늄 25 kg이면 핵폭탄 한발을 제조할 수 있다고 주장했다. 무기 제작중 손실을 감안하면, 플루토늄까지를 합해서 총 44개의 핵무기를 가질 수 있는 분량을 가지고 있다.

## 북한의 핵무기 보유량
전체적인 북한의 핵무기 추정치는, 2019년 1월 주일미군이 핵미사일 15발로 추정하는 유튜브 동영상을 제작했다. 플루토늄탄과 우라늄탄을 합한 수치이다.
러시아 해외정보국은 1992년 북한이 플루토늄 56~200 kg을 밀수했다고 보고했다. 1994년 독일 경찰은 플루토늄 400 kg 밀수시도를 적발했다. 세가지만 합해도 플루토늄 900 kg이다. 1994년 당시 러시아 플루토늄 암시장 가격이 1톤에 3천억원이었다. 미국 CRS 보고서 2005년에 북한이 무기수출로 1억달러(1조 2천억원)을 벌었다고 한다.
1994년에 미국 NRDC는 북한이 플루토늄 1 kg, 고농축 우라늄 2.5 kg이면 1 kt 핵폭탄 한발을 제조할 수 있다고 주장했다.
영변의 5메가와트 원자로에서 매년 1발 분량의 플루토늄을 생산해서, 한미는 50 kg 정도를 보유한 것으로 추정한다.
주일미군은 러시아 4000발, 중국 200발, 북한 15발이라고 보고 있으며,
미국 과학자연맹에서는 10~20기 정도로 보고있다.

## 같이 보기
- 녕변 원자력 연구소
- 2차 북핵위기
- 강선 우라늄 농축 공장
- 평산 우라늄 광산